# Помрой (тауншип, округ Канейбек, Миннесота)
Помрой (англ. Pomroy) — тауншип в округе Канейбек, Миннесота, США. На 2000 год его население составило 390 человек.

## География
По данным Бюро переписи населения США площадь тауншипа составляет 97,6 км², из которых 97,4 км² занимает суша, а 0,3 км² — вода (0,27 %).

## Демография
По данным переписи населения 2000 года здесь находились 390 человек, 144 домохозяйства и 116 семей.  Плотность населения —  4,0 чел./км².  На территории тауншипа расположено 185 построек со средней плотностью 1,9 построек на один квадратный километр. Расовый состав населения: 96,41 % белых, 0,26 % коренных американцев, 0,77 % азиатов и 2,56 % приходится на две или более других рас. Испанцы или латиноамериканцы любой расы составляли 1,03 % от популяции тауншипа.
Из 144 домохозяйств в 29,9 % воспитывались дети до 18 лет, в 69,4 % проживали супружеские пары, в 6,9 % проживали незамужние женщины и в 19,4 % домохозяйств проживали несемейные люди. 13,2 % домохозяйств состояли из одного человека, при том 4,9 % из — одиноких пожилых людей старше 65 лет. Средний размер домохозяйства — 2,71, а семьи — 2,98 человека.
24,1 % населения — младше 18 лет, 5,4 % — в возрасте от 18 до 24 лет, 26,4 % — от 25 до 44, 29,7 % — от 45 до 64, и 14,4 % — старше 65 лет. Средний возраст — 42 года. На каждые 100 женщин приходилось 120,3 мужчин.  На каждые 100 женщин старше 18 приходилось 120,9 мужчин.
Средний годовой доход домохозяйства составлял 41 429 долларов, а средний годовой доход семьи —  43 000 долларов. Средний доход мужчин —  30 938  долларов, в то время как у женщин — 20 568. Доход на душу населения составил 20 134 доллара. За чертой бедности находились 8,8 % семей и 10,7 % всего населения тауншипа, из которых 12,2 % младше 18 и 5,0 % старше 65 лет.